# Белово (Челябинская область)
Бело́во — село в Уйском районе Челябинской области России. Административный центр Беловского сельского поселения.

## География
Через село протекает река Иматка. Расстояние до районного центра села Уйского 10 км.

## Население
| 2002 | 2010 |
| ---- | ---- |
| 741  | ↗747 |

По данным Всероссийской переписи, в 2010 году численность населения села составляла 747 человек (346 мужчин и 401 женщина).

## Улицы
Уличная сеть села состоит из 16 улиц.